# Gedenkstein „Zum toten Mann“

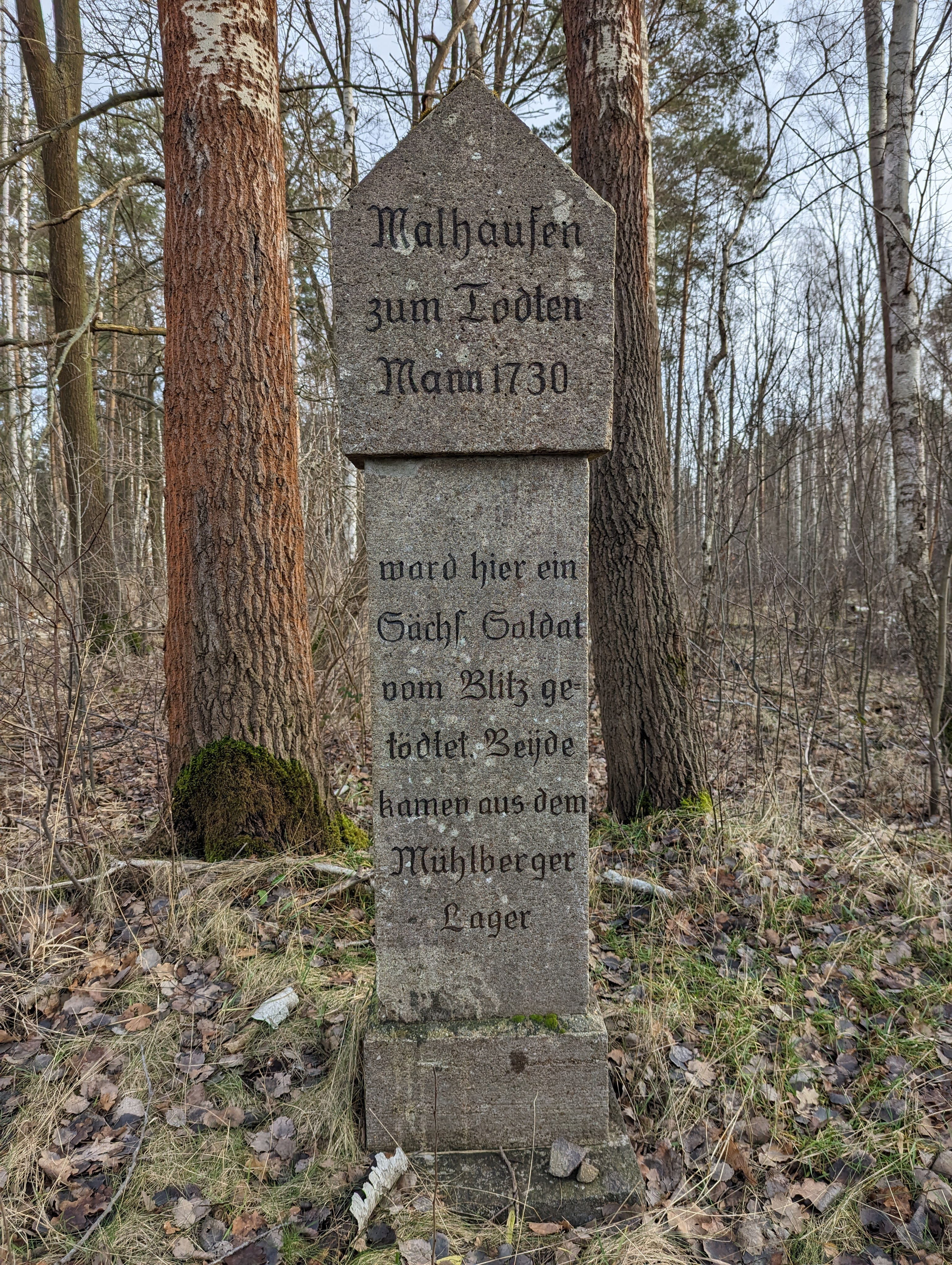
Gedenkstein „Toter Mann“

Der Gedenkstein „Zum toten Mann“, auch bekannt als „Malhaufen zum Todten Mann“, ist ein historisches Monument nahe Groß Schacksdorf im Landkreis Spree-Neiße in Brandenburg und steht unter Denkmalschutz. Das Denkmal erinnert an einen sächsischen Soldaten, der auf dem Weg vom Zeithainer Lustlager im Jahr 1730 von einem Blitz getroffen wurde und verstarb.

## Geschichte
In der Zeit vom 31. Mai bis zum 28. Juni 1730 ließ August der Starke unweit der Städte Riesa und Großenhain zwischen den Orten Zeithain, Glaubitz und Streumen eine prächtige Truppenschau, als das „Große Campement bei Mühlberg“ oder auch das „Zeithainer Lustlager“ bekannt, stattfinden. Zwei sächsische Soldaten, die aus diesem Lager kamen und auf dem einstigen Gosdaer Weg Richtung der Stadt Forst waren, suchten während eines Unwetters Schutz unter einer Eiche. Dort wurde einer der beiden Soldaten durch einen Blitz getötet.
Es ist lebensgefährlich, bei einem Gewitter Schutz unter einem Eichenbaum zu suchen, da Bäume aufgrund ihrer Höhe bevorzugte Einschlagsziele für Blitze darstellen. Besonders Eichen ziehen Blitze an, da sie oft höher als andere Bäume sind und eine größere Feuchtigkeit aufweisen, was die elektrische Leitfähigkeit erhöht. Wenn ein Blitz einen Baum trifft, kann der elektrische Strom an der Außenseite des Baumes zur Erde abfließen. Dies kann tödlich für jede Person sein, die sich in der Nähe befindet. Zusätzlich kann die Energie des Blitzes dazu führen, dass das Wasser in den Zellen des Baumes abrupt verdampft, was zu einer explosionsartigen Ausdehnung führt. Dies kann dazu führen, dass die Rinde abgesprengt wird oder der Baum auseinanderbricht, was ebenfalls eine erhebliche Gefahr für in der Nähe befindliche Personen darstellt.
Da dem Verstorbenen eine christliche Beerdigung verweigert wurde, erfolgte die Bestattung direkt an der Unglücksstelle.

## Sage
Eine Sage zum Gedenkstein „Zum toten Mann“ erzählt von zwei Musketieren namens Gräbe und Zimmermann, die in der Niederlausitz, in der Nähe von Forst, auf Urlaub unterwegs waren. Während ihrer Reise wurden sie von einem heftigen Gewitter überrascht. Inmitten dieses Unwetters begegneten sie einem Hirtenjungen, der mit dem Hut in der Hand kniend, inbrünstig zu Gott betete. Für Gräbe war der Anblick des betenden Jungen nicht berührend, sondern Anlass für Spott. Er riet dem Jungen gottlos und spöttisch, seinen Hut aufzusetzen, da er sonst vom Donner in Stücke geschlagen werden könnte. Doch kaum hatten die beiden Musketiere ihren Weg fortgesetzt, traf der Blitz den spöttischen Gräbe. Er wurde sofort vom Blitzschlag getötet, fiel tot zu Boden, und sein Hut flog weit weg.

## Denkmal
In Gedenken an den tödlich verunglückten Soldaten entstand ursprünglich ein Malhaufen. Ein Malhaufen ist eine Ansammlung verschiedener Objekte, wie Äste, Steine oder andere Gegenstände, die an einem bestimmten Ort als Zeichen der Erinnerung oder als Markierung zusammengetragen werden. Typischerweise entstehen solche Haufen an Orten, die eine spezielle historische, emotionale oder symbolische Bedeutung besitzen, wie beispielsweise der Schauplatz eines bedeutenden Ereignisses, einer Tragödie oder eines Todesfalles. Die Tradition, an solchen Stätten Malhaufen zu errichten, war in der kulturellen Praxis verwurzelt. Passanten, die den Unglücksort passierten oder besuchten, trugen zur Bildung des Malhaufens bei, indem sie dort grüne Zweige oder andere Gegenstände niederlegten. Diese Geste symbolisierte wahrscheinlich Anteilnahme und Respekt gegenüber dem Verstorbenen oder dem bedeutsamen Ereignis. Über die Zeit wuchs der Haufen durch die fortlaufenden Beiträge der Vorbeigehenden an Größe und Bedeutung.
Der Malhaufen wurde später durch eine Säule aus Holz ersetzt. Sie hatte eine Höhe von 185 cm und wies eine Breite von 40 cm und eine Tiefe von 25 cm auf. Das obere Viertel der Säule war als Kopfstück stärker ausgeführt und nach den Seiten hin abgeschrägt, mit Schutzbrettern als Dach belegt, um die Säule vor Witterungseinflüssen zu schützen. Die Holzsäule, die ursprünglich im Boden stand, war aufgrund von Verwitterung und Fäulnis umgestürzt und wurde 1916 auf einem vor Ort vorhandenen Baumstumpf aufgezapft, um sie vor weiterem Verfall zu schützen. Sie wies bereits dieselben Inschriften auf, wie sie auf der heutigen Steinsäule vorhanden sind. Auf der Rückseite der Holzsäule befanden sich die Zahlen 1812 und 1901.
Im Jahr 1930 wurde die Holzsäule durch den heutigen Gedenkstein aus Muschelkalk ersetzt, der der Holzsäule in seiner Form ähnelt. Der heutige Gedenkstein ist ein einfacher, aufrecht stehender Stein. Er weist eine Höhe von 174 cm, eine Breite von 43,5 cm und eine Tiefe von 30,5 cm auf und trägt Inschriften auf allen vier Seiten. Der Kopf des Steins ist breiter und tiefer ausgeführt und nach den Seiten hin wie ein Dach abgeschrägt. Die Inschriften sind in den Stein gemeißelt und mit Farbe nachgezogen. Auf der Rückseite im Bereich des Kopfes ist eine Beschädigung, die möglicherweise von einem Einschuss stammt.
Auf der Rückseite sind die Zahlen 1812, 1901 und 1980 zu finden, die höchstwahrscheinlich Jahreszahlen darstellen und wahrscheinlich auf Ereignisse oder Restaurierungen hinweisen, obwohl der Gedenkstein in dieser Form erst seit 1930 besteht.
Am 18. April 1974 wurde der Gedenkstein erneuert.

## Inschriften
Die Inschriften auf dem Stein lauten:
| linke Seite                                    | Vorderseite                                                                              | rechte Seite                            | Rückseite              |
| ---------------------------------------------- | ---------------------------------------------------------------------------------------- | --------------------------------------- | ---------------------- |
|                                                | Malhaufen zum Todten Mann 1730                                                           |                                         |                        |
| An der Seite sei- nes er- haltenen Kamera- den | ward hier ein Sächs. Soldat vom Blitz ge- getödtet. Beÿde kamen aus dem Mühlberger Lager | und such- ten für heftiger Regen Schutz | 1812 ––– 1901 ––– 1980 |

## Galerie

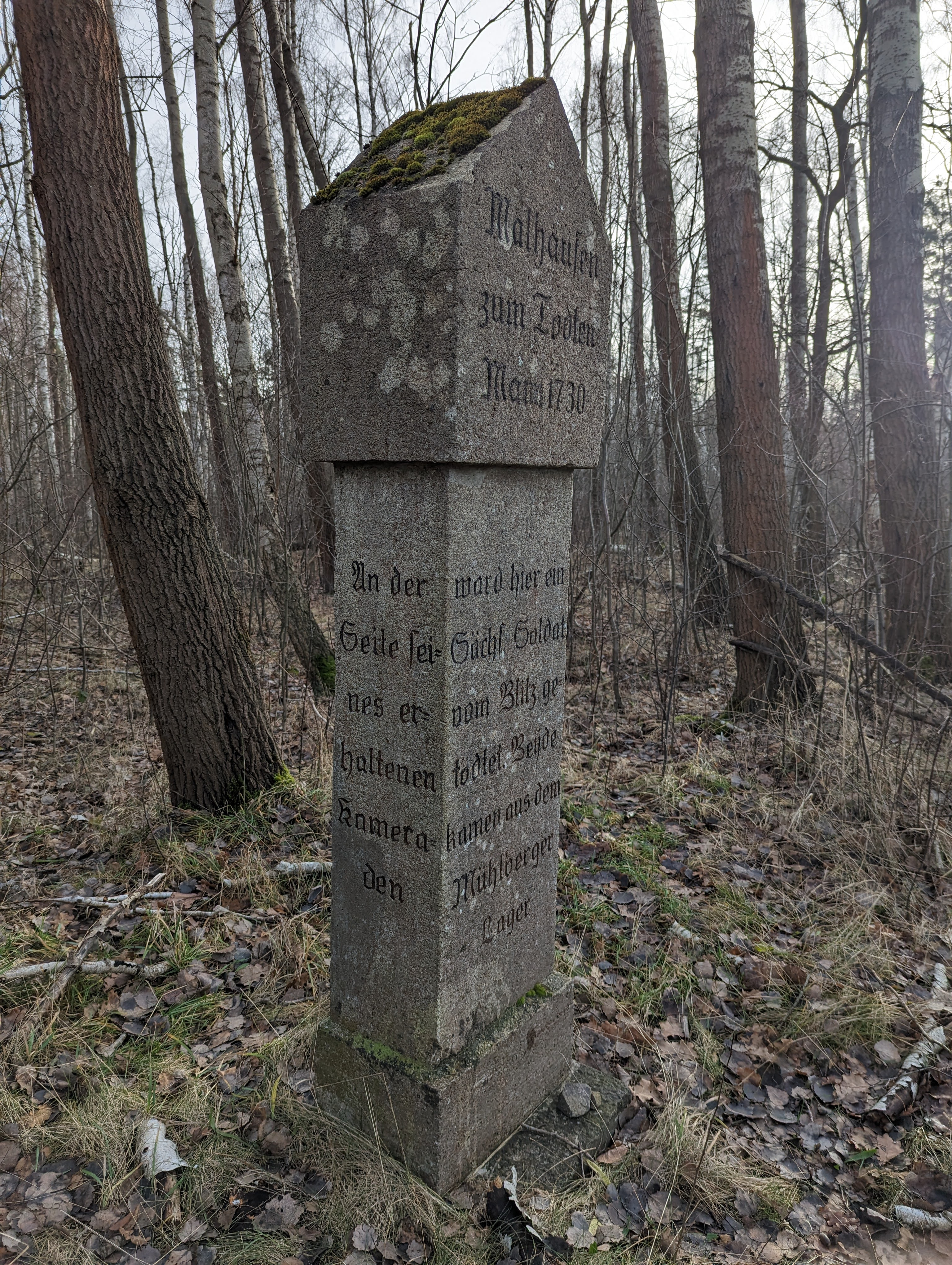
Schrägansicht linke und vordere Seite des Gedenksteins.
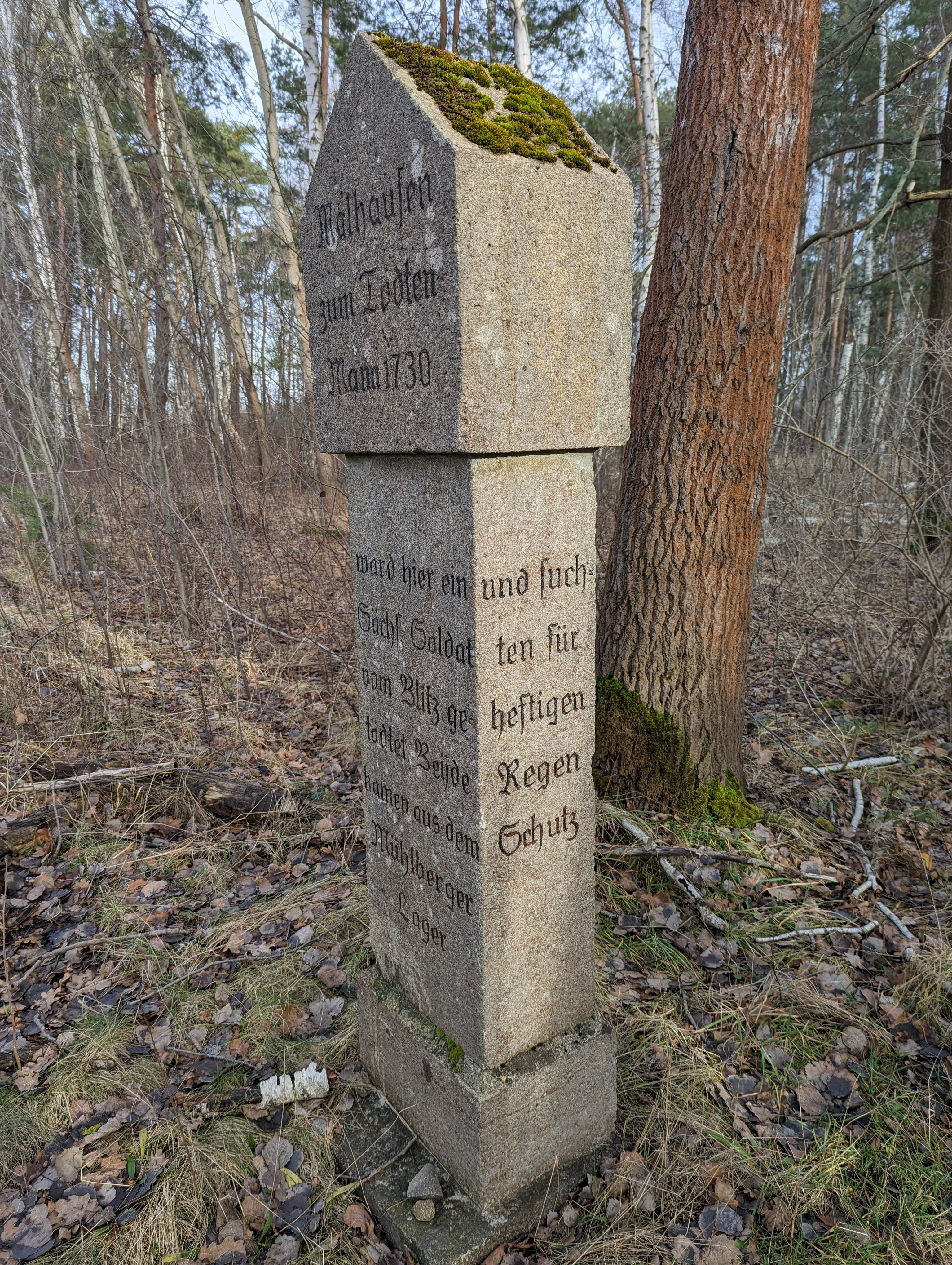
Schrägansicht rechte und vordere Seite des Gedenksteins.
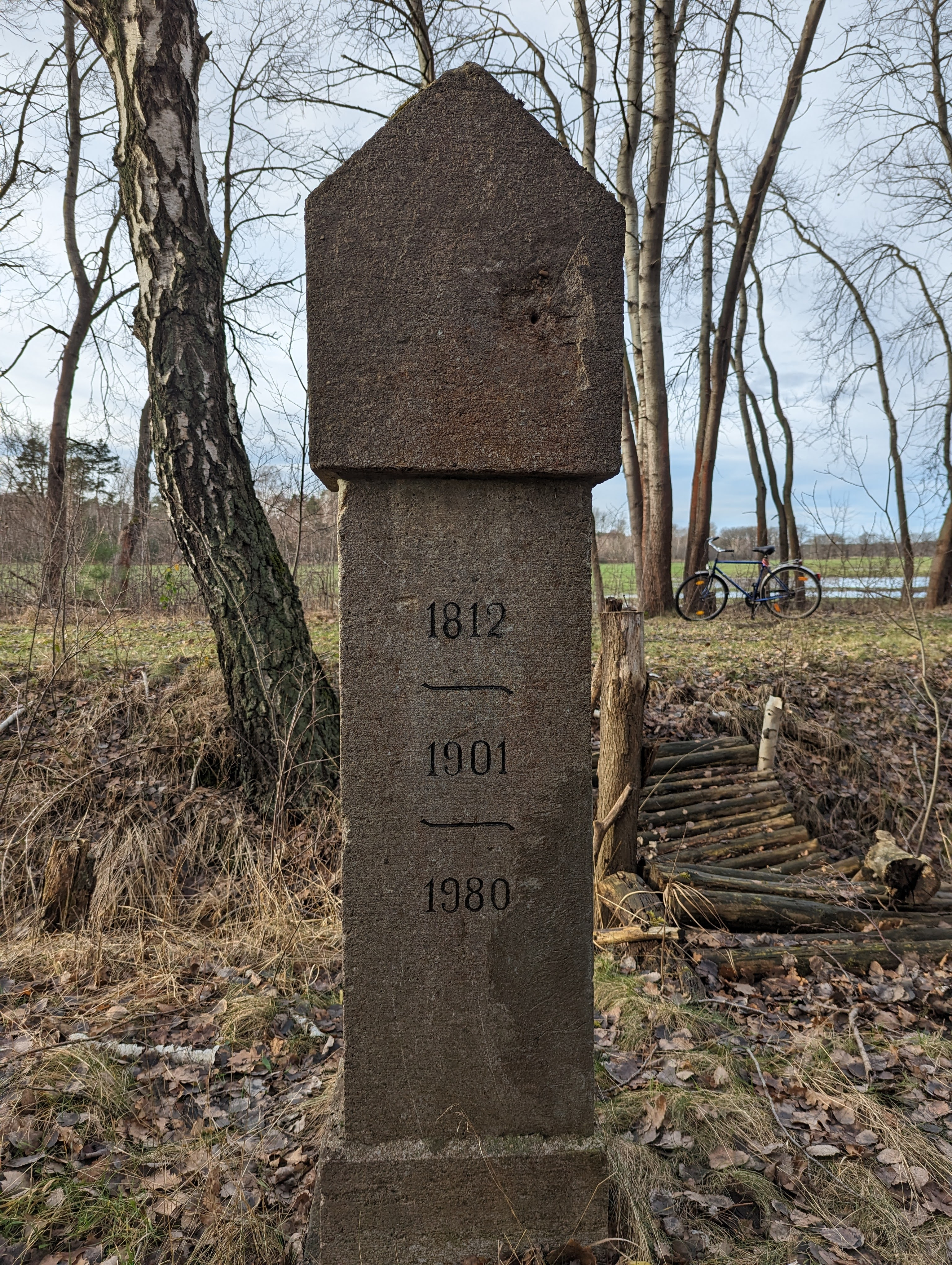
Rückseite des Gedenksteins.

## Trivia
Im August 2005 wurde der Gedenkstein gestohlen, konnte aber etwa 10 km entfernt in einem Waldstück wieder aufgefunden werden.